# Дія (супутник)
Дія (Dia, Jupiter LIII) — нерегулярний супутник Юпітера.

## Відкриття
Дія була відкрита в 2000 році Скоттом Шеппардом та групою науковців з Гавайського університету і отримала тимчасове позначення S/2000 J 11.
7 березня 2015 року супутник отримав номер LIII і назву Dia (Дія) на честь персонажа давньогрецької міфології — дружини Іксіона і коханки Зевса.

## Орбіта
Супутник виконує повний оберт навколо Юпітера на відстані приблизно 12 555 000 км. Сидеричний період обертання становить 286,95 земних діб. Орбіта має ексцентриситет ~0,248. Нахил орбіти до локальної площини Лапласа становить 28,3°
S/2000 J 11 належить до Групи Гімалії, п'ять супутників якої мають орбіти між 11 до 13 млн км від Юпітера, нахил орбіти приблизно 26,63°.

## Фізичні характеристики
Супутник має приблизно 4 кілометра в діаметрі, альбедо 0,04. Оціночна густина 2,6 г/см³.